# 荒井建
荒井建（あらい たつる、1981年 - ）は日本の作曲家、音響、映像プログラマー、総合芸術作家。ベルリン在住。

## 略歴
東京音楽大学卒業。同大学院修士課程作曲研究領域修了。ベルリン・ハンス・アイスラー音楽大学大学院作曲電子音響学科修了。作曲を西村朗、細川俊夫、伊左治直、ベルンハルト・ラング、ウォルフガング・ハイニガーの各師に師事。日本音楽コンクール作曲部門入選。現在は、ベルリンを拠点に、活動している。 

## 作品
- Plural Matrix (2007) for orchestra
- forgeryphonic (2008) for a turntable,2E-guitar,1E-Bass and orchestra,
- dual clicks (2010) for sensor-System  with infrared LED
- schlagephonie (2011)　for a percussion,sound,graphic and sensor-system with microphon
- Neuro-naissance (2011) interactive performance for a dancer,sound,graphic.
- wavepedia (2012) acusmonium for 24 special speakers,
- Vitruvian (2013-14) interactive Opera for a dancer,a soprano,sound,graphic,
- Principia Chromatica (2014) String Quartet